# Кандык кламатский
Канды́к клама́тский (лат. Erythronium klamathense) — вид цветковых растений рода Кандык (лат. Erythronium).

## Ботаническое описание
Эфемероидное многолетнее травянистое луковичное растение. Луковица стройная, 2,5—4 см длиной. Листа 2, 6—17 см длиной, с волнистыми концами. Листовая пластинка от ланцетовидной до почти овальной формы, зелёная, более или менее изогнутая вокруг срединной жилки. Край листа цельный или овальный. Стебель 6—20 см длиной.
Соцветие на прямостоячем цветоносе до 20 см высотой, содержит 1—3 цветка. Околоцветник простой. Листочки околоцветника 20—35 мм длиной, широкие, ланцетовидные. Они белого цвета, 2 или 3 из них имеют вблизи основания жёлтый участок. С течением времени они приобретают более или менее бледно-розовый цвет. Внутренние листочки в основании несколько ушковидные. Тычинки 8—14 мм длиной. Тычиночные нити тонкие и белые. Пыльники крупные, ярко-жёлтые. Столбик белый, от 4 до 9 мм длиной. Рыльце чаще всего неразделённое.
Плод — коробочка, 2—5 см длиной, обратнояйцевидной формы.
Цветение поздней весной и летом с апреля по июнь. Хромосомный набор 2n = 24.

## Ареал и местообитание
Вид найден в Калифорнии и Орегоне, где растёт в горах Кламат (отсюда название) и на самом юге Каскадных гор. Произрастает в горных лугах и просеках хвойных лесов на высоте от 1200 до 1900 м над уровнем моря.